# مصطفى دياب
مصطفى دياب (23 إبريل عام 1963- ) داعية مصري متخصص في مجال تربية النشء، تتلمذ على أيدي مشايخ الدعوة السلفية بالإسكندرية .وله عدد من المؤلفات التربوية، والمحاضرات الدعوية.

## حياته

### شيوخه
- محمد بن أحمد بن إسماعيل المقدم.[1]
- سعيد عبد العظيم.
- محمد عبد الفتاح أبو إدريس.
- أحمد فريد.
- ياسر برهامي.
- سعيد حماد.
- أحمد حطيبة.
- فاروق الرحماني.

## أعماله
له عدد من المؤلفات منها: 
- أوقف الشمس :وهو عن منهج تربوي للناشئة، صدر عن دار الإيمان بالإسكندرية ودار فرسان بالإسكندرية.

- الأمين : رسالة تناول فيها بعض الوقفات التربوية من سيرة أمين الأمة أبي عبيدة بن الجراح ، صدر عن دار الإيمان بالإسكندرية.
- الأساس في تربية براعم الإسلام : منهج علمي ميسر وضعه الشيخ للناشئة من سن 7 إلى 10 سنوات، صدر عن دار الفتح بالإسكندرية.
- البنيان في تربية الفتيان: منهج علمي ميسر وضعه الشيخ كمرحلة ثانية بعد الأساس، قدم للكتاب عدد من أصحاب الفضيلة: الشيخ سعيد عبد العظيم، الشيخ ياسر برهامي، الشيخ سيد حسين العفاني، الشيخ عبد المنعم الشحات، صدر عن دار الفتح بالإسكندرية.
- البداية لمن سلك طريق الهداية –جزءان: منهج وضعه الشيخ كمرحلة ثالثة بعد الأساس والبنيان وهو في مجلدين، وهو من أشهر كتب الشيخ وصدر عن دار الإيمان بالإسكندرية، وصدرت له طبعة خاصة بالمؤلف.
- أبو ذر يمشي وحده: صدر عن دار فرسان بالإسكندرية.
- مجزأة بن ثور والمهمة الصعبة: صدر عن دار فرسان بالإسكندرية.
- حم لاَيُنْصَرُونْ وقفات تربوية مع غزوة الأحزاب   صدر عن  دار التميز للطباعة والنشر  وهو ١٠٠ صفحة